# Naoki Hattori
Naoki Hattori – em japonês, 服部 尚貴 (Yokkaichi, 13 de junho de 1966) é um jornalista e ex-automobilista do Japão.

## Carreira
Hattori iniciou a carreira no kart enquanto cursava o ensino médio. Competiu ainda na FJ1600 entre 1986 e 1987 antes de migrar para a Fórmula 3 Japonesa, onde foi campeão em 1990.
Em 1991, foi contratado pela equipe Coloni, que demitira o português Pedro Chaves após este ter fracassado em todas as tentativas de se classificar para 14 provas da temporada de 1991 da Fórmula 1. A escuderia italiana estava em crise financeira e o japonês trouxe o patrocínio da Jaccs (empresa do setor financeiro) e o apoio de vários torcedores que pagaram para estampar seus nomes no Coloni C4.
Assim como o português, também falhou em se classificar para os GPs do Japão e da Austrália. Com o encerramento das atividades da Coloni, Hattori voltou à Fórmula 3000 Japonesa (atual Super Fórmula) em 1992. Em 1995, Hattori se aventurou na Fórmula 3000 Internacional, contratado pela equipe Auto Sport Racing para disputar os GPs da Espanha e de Portugal, tendo abandonado em ambas, além de ter negociado sua participação nos GPs do Japão e do Pacífico, sem sucesso.
Chegou a testar o carro da equipe Dome, que pretendia ingressar na Fórmula 1 em 1996, mas acabou abandonando o projeto. 

## CART/Champ Car
Em outubro de 1998, Hattori foi anunciado como piloto da Walker Racing para ser companheiro de equipe do brasileiro Gil de Ferran. Seria a primeira dupla montada pelo time na CART desde 1996, quando foi composta pelo norte-americano Robby Gordon e pelo canadense Scott Goodyear, que teve ainda as participações de Mike Groff (GP de Nazareth) e Fredrik Ekblom (US 500).
O japonês teve uma estreia malsucedida no GP de Miami, depois que seu carro bateu forte no muro após um toque na Penske do experiente Al Unser, Jr.. Os dois pilotos saíram machucados do acidente, mas a pior situação era de Hattori, que fraturou a perna e ficou fora de 11 corridas, sendo substituído pelo brasileiro Gualter Salles e pelo mexicano-americano Memo Gidley durante o período.
O japonês regressou à CART na etapa de Detroit, terminando em 16° lugar. Ele ainda chegou a largar em um surpreendente 7º posto no grid do GP de Houston, mas acabou abandonando a corrida. Sua despedida da categoria foi na etapa de Fontana, onde abandonou com problemas elétricos. Chegou a dividir 2 vezes o grid com o compatriota Shigeaki Hattori, com quem não possui nenhum parentesco - no entanto, o então piloto da Bettenhausen Motorsports não conseguiu largar em Miami e Laguna Seca
De volta ao Japão, competiu no JGTC/Super GT até 2007, quando encerrou a carreira pela primeira vez aos 41 anos. Retornou às pistas na Porsche Carrera Cup Japonesa em 2016, disputando 2 provas antes de sua aposentadoria definitiva, após participar das 12 Horas de Sepang.

## Resultados

### CART/Champ Car
| Ano  | Equipe | No. | Chassis     | Motor     | 1      | 2   | 3   | 4   | 5   | 6   | 7   | 8   | 9   | 10  | 11  | 12  | 13     | 14     | 15  | 16     | 17    | 18     | 19     | 20     | Posição | Pontos | Ref.  |
| ---- | ------ | --- | ----------- | --------- | ------ | --- | --- | --- | --- | --- | --- | --- | --- | --- | --- | --- | ------ | ------ | --- | ------ | ----- | ------ | ------ | ------ | ------- | ------ | ----- |
| 1999 | Walker | 15  | Reynard 99i | Honda HRS | MIA 25 | MOT | LBH | NZR | RIO | STL | MIL | POR | CLE | ROA | TOR | MIS | DET 16 | MDO 19 | CHI | VAN 27 | LS 14 | HOU 22 | SRF 20 | FON 19 | 35°     | 0      | [ 4 ] |